# أصفار الرهبان (كتاب)
أصفار الرهبان: تدوين رقمي منسي للعصور الوسطى (بالإنجليزية: The Ciphers of the Monks)‏، هو كتاب من تأليف المؤرخ ديفيد أ. كينغ نُشر في عام 2001. يصف نظام الأرقام السيسترسي، وهو نظام عددي استخدمه الرهبان السيسترسيون في القرنين الثالث عشر إلى الخامس عشر من العصور الوسطى، وقد تم استخدامه بشكل متقطع منذ ذلك الحين. سمحت بكتابة الأرقام من 1 إلى 9999 كأحرف مركبة فردية من رمز واحد.

## نظام كتابة الأرقام

الرموز الأساسية للنظام

بعض الأرقام مكتوبة في النظام السيسترسي

يستخدم النظام عمودًا أفقيًا أو رأسيًا كقاعدة له. قد يحمل أي من طرفي العصا رقمًا من 1 إلى 9. يتم تحديد القيمة المكانية للرقم من خلال موقعه على العمود. اخترع رهبان سيسترسيان الفرنسيون نظام الأرقام في القرن الثالث عشر الميلادي، بناءً على الرموز التي قدمها جون باسينجستوك. كان معاصرًا لإدخال نظام العد الهندي العربي.